# Sophia Griebel
Sophia Griebel (Suhl, 7 de junio de 1990) es una deportista alemana que compite en skeleton.
Ganó dos medallas en el Campeonato Mundial de Skeleton de 2019 y una medalla de bronce en el Campeonato Europeo de Skeleton de 2014.

## Palmarés internacional
| Campeonato Mundial | Campeonato Mundial   | Campeonato Mundial | Campeonato Mundial |
| Año                | Lugar                | Medalla            | Prueba             |
| ------------------ | -------------------- | ------------------ | ------------------ |
| 2019               | Whistler (Canadá)    | Medalla de oro     | Equipo mixto       |
| 2019               | Whistler (Canadá)    | Medalla de bronce  | Individual         |
| Campeonato Europeo |                      |                    |                    |
| Año                | Lugar                | Medalla            | Prueba             |
| 2014               | Königssee (Alemania) | Medalla de bronce  | Individual         |